# إدوارد بولو
إدوارد بولو (بالإنجليزية: Edward Polo)‏ (10 أكتوبر 1989 بولاية دلتا في نيجيريا - ) هو لاعب كرة قدم نيجيري في مركز الهجوم. لعب مع بايلسا يونايتد.

## وصلات خارجية
- إدوارد بولو على موقع قاعدة بيانات كرة القدم.إي يو (الإنجليزية)